# Beppe Modenese
Beppe Modenese, all’anagrafe Giuseppe Modenese (Alba, 26 novembre 1929 – Milano, 21 novembre 2020), è stato un dirigente d'azienda italiano, presidente onorario della Camera nazionale della moda italiana.

## Biografia
Protagonista del Fashion italiano, fu definito “Italy's Prime Minister of Fashion” dalla rivista americana "Women's Wear Daily" e “Minister of Elegance” secondo “Vogue”. 
Esordì nel mondo della moda cominciando a lavorare con Giovanni Battista Giorgini, col quale organizzò sfilate ed eventi per la promozione della moda italiana, il cui apice fu la storica sfilata presso la Sala Bianca di Palazzo Pitti nel 1952 con gli stilisti Roberto Capucci, Vincenzo Ferdinandi, Emilio Pucci, Giovannelli-Sciarra ed altri.
Nel 1953 partecipò alle iniziative del nascente Sindacato Italiano Alta Moda, fondato dagli stilisti romani, tra cui le Sorelle Fontana, Vincenzo Ferdinandi, Emilio Schuberth e Alberto Fabiani, e che poi divenne la Camera Nazionale della Moda Italiana: ne sarà Presidente per molti anni. 
Nel 1960 diventò PR nel settore cosmesi della Esteé Lauder e, subito dopo, anche della Coco Chanel, per la quale curò una sfilata di moda a Mosca.
Nel 1978 si occupò dell'ideazione di un polo della moda a Milano, creando il MODIT, nonché dell’organizzazione dei maggiori eventi internazionali di moda e costume.
Nel 1985 ricevette dal Presidente del Consiglio dei Ministri l’onorificenza di Cavaliere.
Nella sua lunga carriera ottenne numerosi riconoscimenti, tra i quali nel 1994 l’”Ambrogino d’Oro” dal Comune di Milano, nel 1999 “La Rosa Camuna” dalla Regione Lombardia e nel 2002 dalle mani di Franca Ciampi la più prestigiosa onorificenza di Roma Capitale, la “Lupa Capitolina”.